# ブンダバー!
『ブンダバー!』は、吉田創による日本の漫画作品。

## 概要
謎の多い軍人・三菱中尉と彼に振り回される部下・秋山曹長を中心に展開されていくコメディ漫画。笑いの要素に比重が置かれているものの、重厚な兵器描写やアクションシーンも多く含まれている。
一部登場人物は、同作者の別作品『ファランクス』においてスター・システムで流用されている。

## 単行本
2007年に桃園書房から発行された単行本は絶版となるが、2009年に『ブンダバー! AuSF.B』とタイトルを改めた上でメディアックスにより再単行本化された。単行本はいずれも全1巻。

## 登場人物
三菱（みつびし）
秋山、坂本の上司である情報将校。所属は定かではなく名前も偽名である。射撃の腕は天才的で用意周到な切れ者でもあるが、しょっちゅう無茶苦茶な行動をとる。秋山達からは中尉と呼ばれている。
秋山（あきやま）
元は工学を研究していた大学生。整備などを担当する技術曹長だが、それとは全く別の特殊な能力も備えている。三菱のおちょくりによっていつも命の危険にさらされている。
坂本（さかもと）
忍びの家に生まれ、三菱を守る命を受けている兵士。身体能力が非常に高い。基本的に寡黙であまり表情を変えない人物だが、三菱のノリに合わせることが多い。同性の秋山に好意を抱いている。
七式丁型軽戦車（しちしきていがたけいせんしゃ）
小柄な少女の姿をした作動原理不明の人型兵器。共に発見されたプレートに「昭和22年（皇紀2607年）製作」と記されていたため七式の名を与えられた。通称は「なな」。精神年齢は3歳児程度。